# KV48
KV48 es una tumba egipcia del Valle de los Reyes, necrópolis situada en la orilla oeste del Nilo, a la altura de la moderna ciudad de Luxor. Es uno de los muchos enterramientos destinados a los nobles que fueron construidos, como muestra de un favor especial, junto a las tumbas reales. Pertenece al visir Amenemopet, contemporáneo al rey Amenhotep II, de la dinastía XVIII.

## Situación
El paradero de KV48 se encuentra en el triángulo que forman las tumbas KV35 al oeste, KV36 al sur y KV57 al este. Se la supone la vecina inmediata de las tumbas que la siguen en numeración (a saber: 49, 50, 51 y 52), pero su situación exacta ahora mismo se desconoce por la cantidad de escombros que han cubierto todos los sepulcros pequeños de aquella zona del Valle de los Reyes, el ramal oeste del wadi central.
La forma de la tumba de Amenemopet responde al común de los sepulcros destinados a los nobles recompensados con la vida eterna al lado de los faraones: un pozo de entrada (A, de casi cinco metros de altura) y una única habitación, carente de decoración (B). Las notables dimensiones de esta sala sepulcral son grandes para una tumba de noble, aunque no tanto como para rivalizar con el área ocupada por los sepulcros de la familia real.

## Excavación
KV48 fue uno de tantos otros frutos hallados en la próspera temporada de 1905-1906 por el equipo de Theodore David, dirigido por Edward Russell Ayrton. La limpieza y la datación del lugar se realizó en muy poco tiempo, y fue de forma apresurada y poco cuidadosa, pero suficiente como para determinar quién era el propietario de la tumba –algo realmente difícil viniendo de tumbas de nobles sin pinturas que identifiquen a su dueño– y sacar a la luz algunos objetos. Incluso se llegó a encontrar una momia, de más de un metro ochenta de altura, que estaba desenvuelta y desvalijada y que es posible que llegase a pertenecer al enterramiento original. Otros hallazgos importantes que se hicieron fueron figurillas ushebti, escarabeos y fragmentos de vasijas, muebles y resto de ajuar funerario.
Todas las pruebas encontradas apuntaban a un único propietario de KV48: Amenemopet, llamado de forme cariñosa Pairy, que en tiempos del faraón Amenhotep II ostentó los cargos de Visir y de Gobernante de la Ciudad. La eficiencia que desempeñó en su trabajo y el favor que el rey le profesó fueron recompensados con una tumba muy próxima a la del monarca, KV35. Se sabe que Amenemopet pertenecía a una encumbrada familia noble, y que además era hermano del alcalde de Tebas, Sennefer. El poder de ambos hermanos tuvo que ser grande, pues aparte de sus tumbas en el Valle de los Reyes, cuentan con sendos sepulcros en un cementerio de la nobleza, Sheikh Abd el-Gurnah. La otra tumba de Amenemopet, que seguramente no llegó a ocupar, es la conocida hoy como TT29.
Tras el paso de Ayrton la tumba de Amenemopet Pairy no volvió a ser visitada hasta 1986 por el Theban Mapping Project (que en su página web han construido el mejor y más detallado análisis del Valle de los Reyes online), que construyó una pequeña pared de piedra para evitar que el lugar fuera anegado por las violentas inundaciones que sufre el lugar. No obstante, como ya se ha dicho, la enorme cantidad de escombros caída en esta zona, junto con la tempestad de 1994 han hecho que la entrada de KV48 se haya perdido.